# Кустарничек
Куста́рнички — одна из форм деревянистых растений. Это низкорослые (не более нескольких десятков сантиметров в высоту), не имеющие главного ствола многолетники с сильно ветвящимися одревесневшими побегами.
В отличие от кустарников, являющихся, по Раункиеру, фанерофитами, жизненная форма кустарничков — хамефиты.
Обычно кустарнички являются стелющимися или подушковидными растениями.
Продолжительность жизни побегов — не более 5—12 лет, но корневища могут жить намного дольше (у брусники — до двухсот лет). Своими размерами корневище может сильно превосходить надземную часть: например, у черники оно достигает в длину трёх метров.
На побегах кустарничков хорошо заметны границы годичных приростов — рубцы от опавших почечных чешуй (брусника, черника, клюква).
Кустарнички распространены в тундрах, на болотах, в хвойных лесах, в высокогорьях.

## Некоторые кустарнички средней полосы Европейской части России

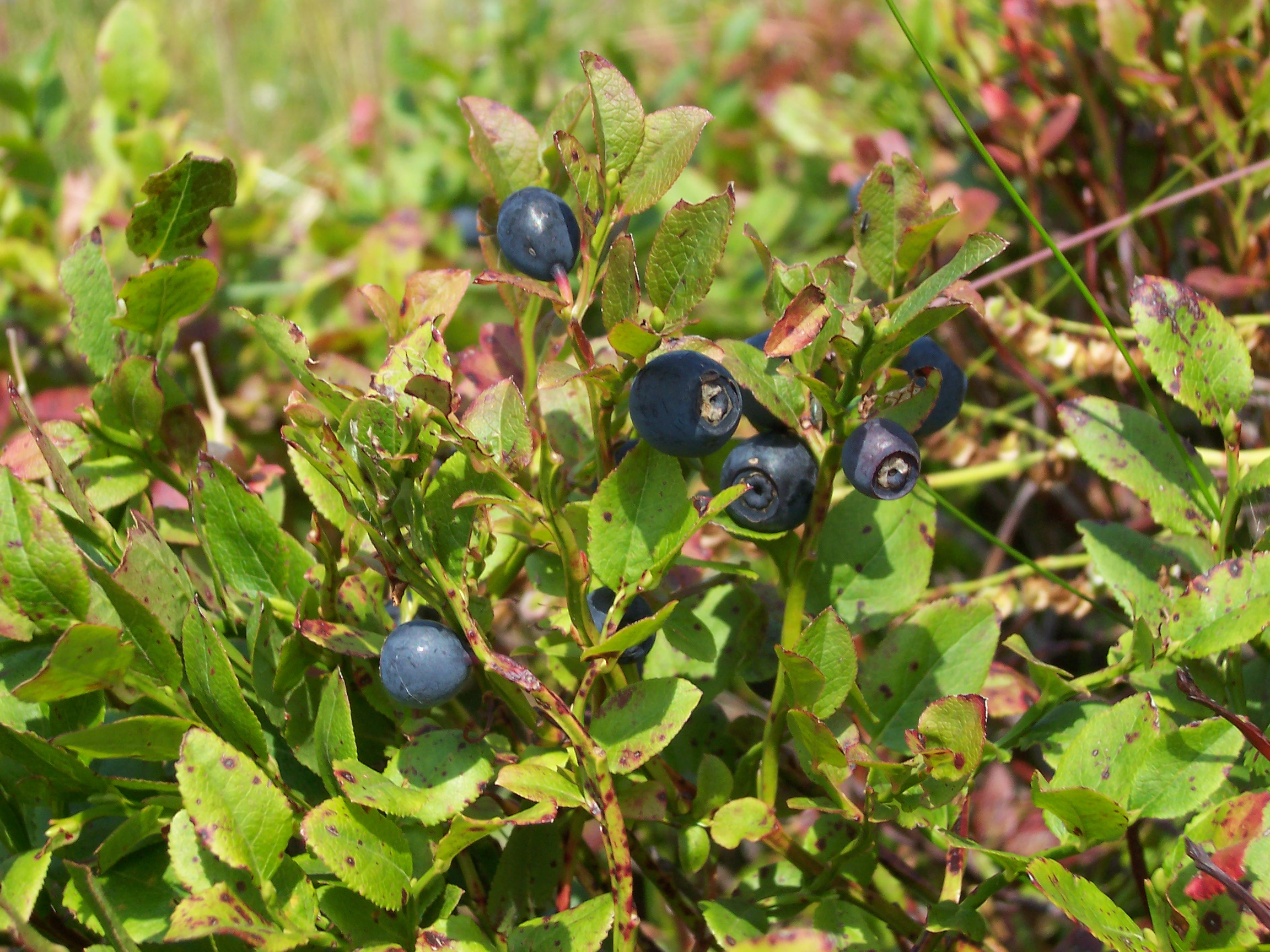
Черника
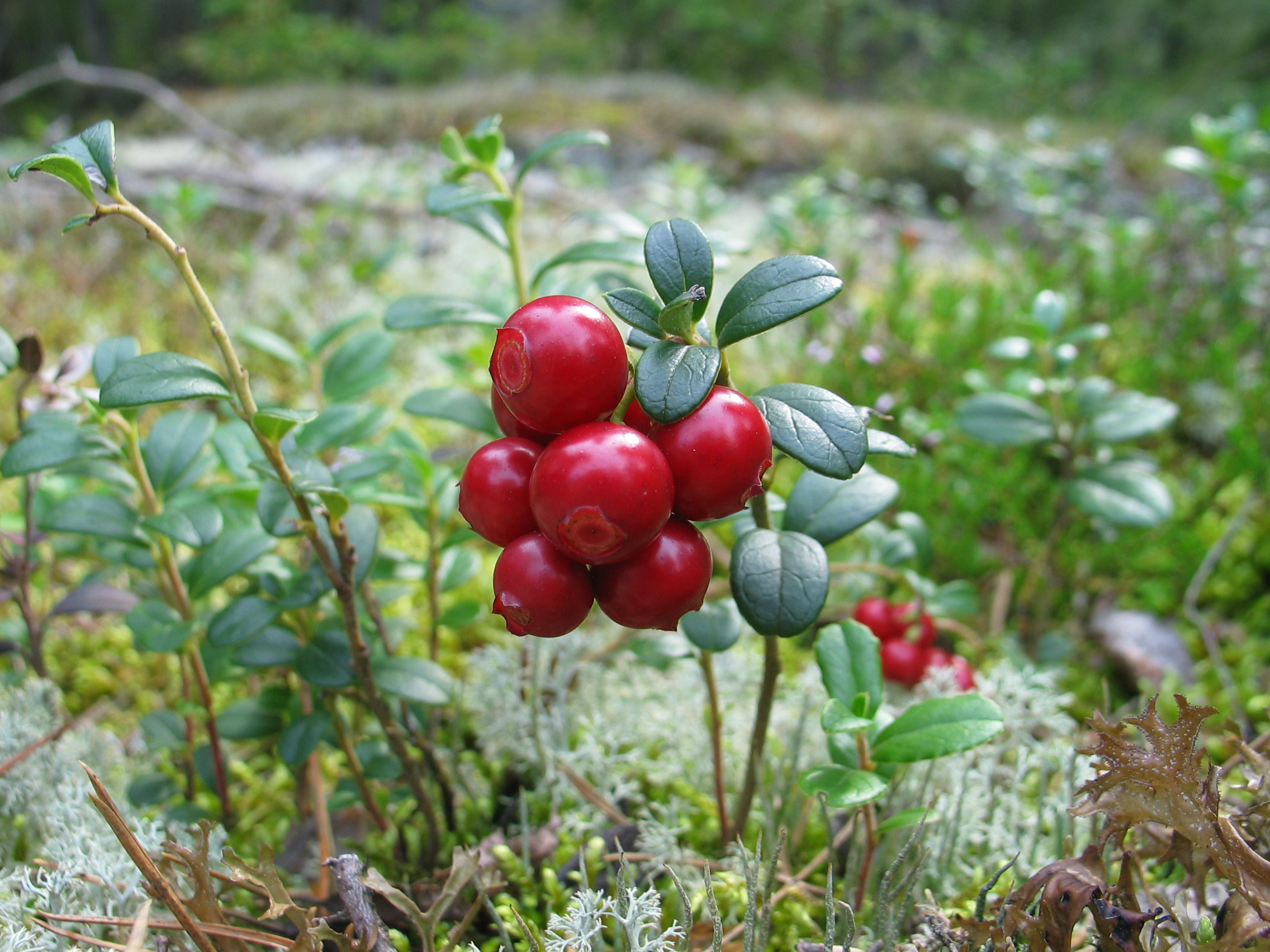
Брусника
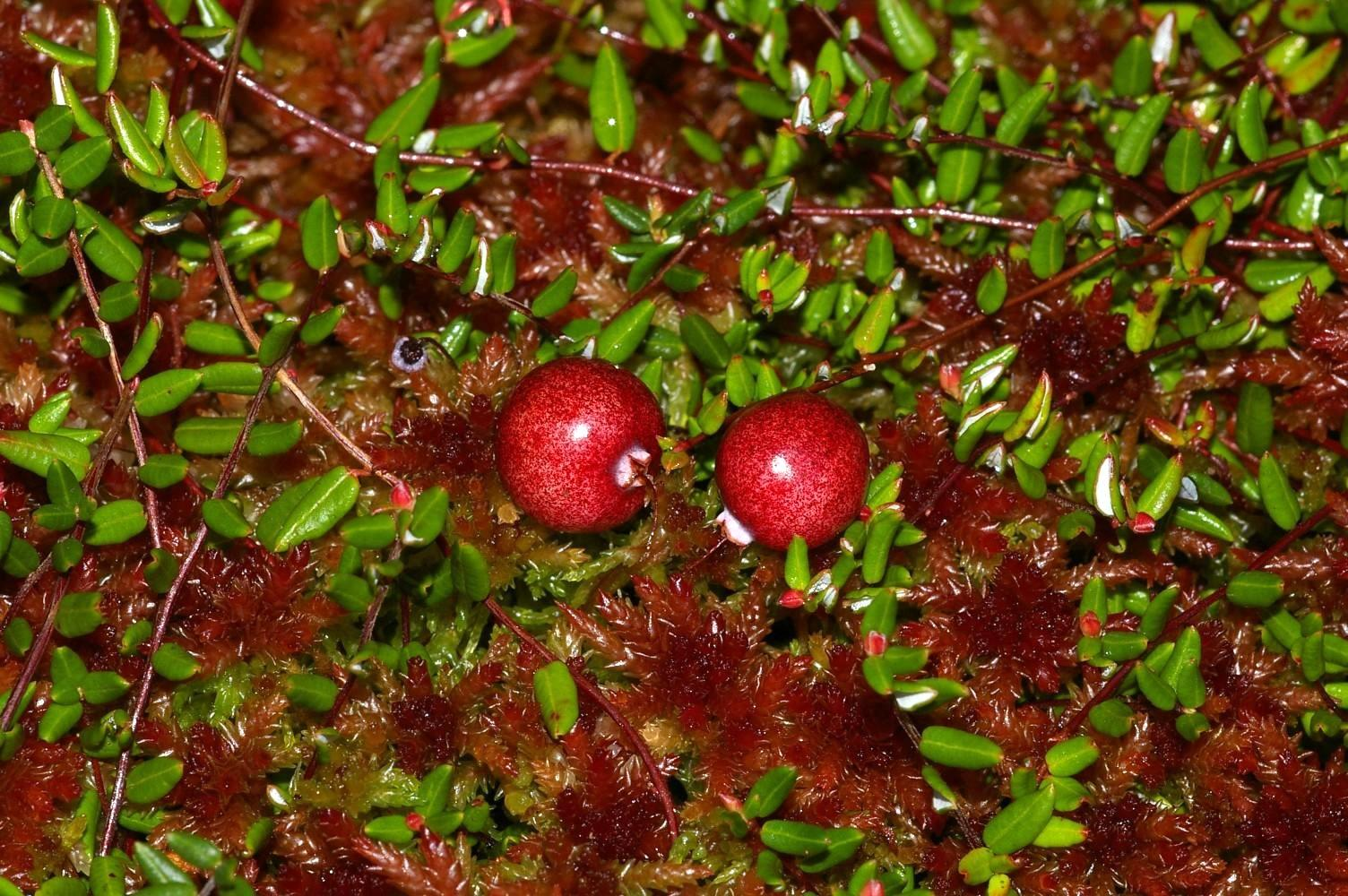
Клюква

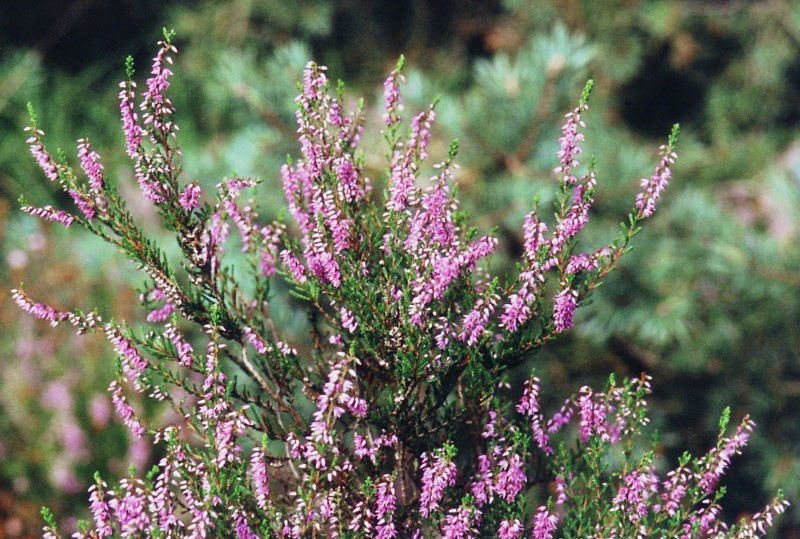
Вереск
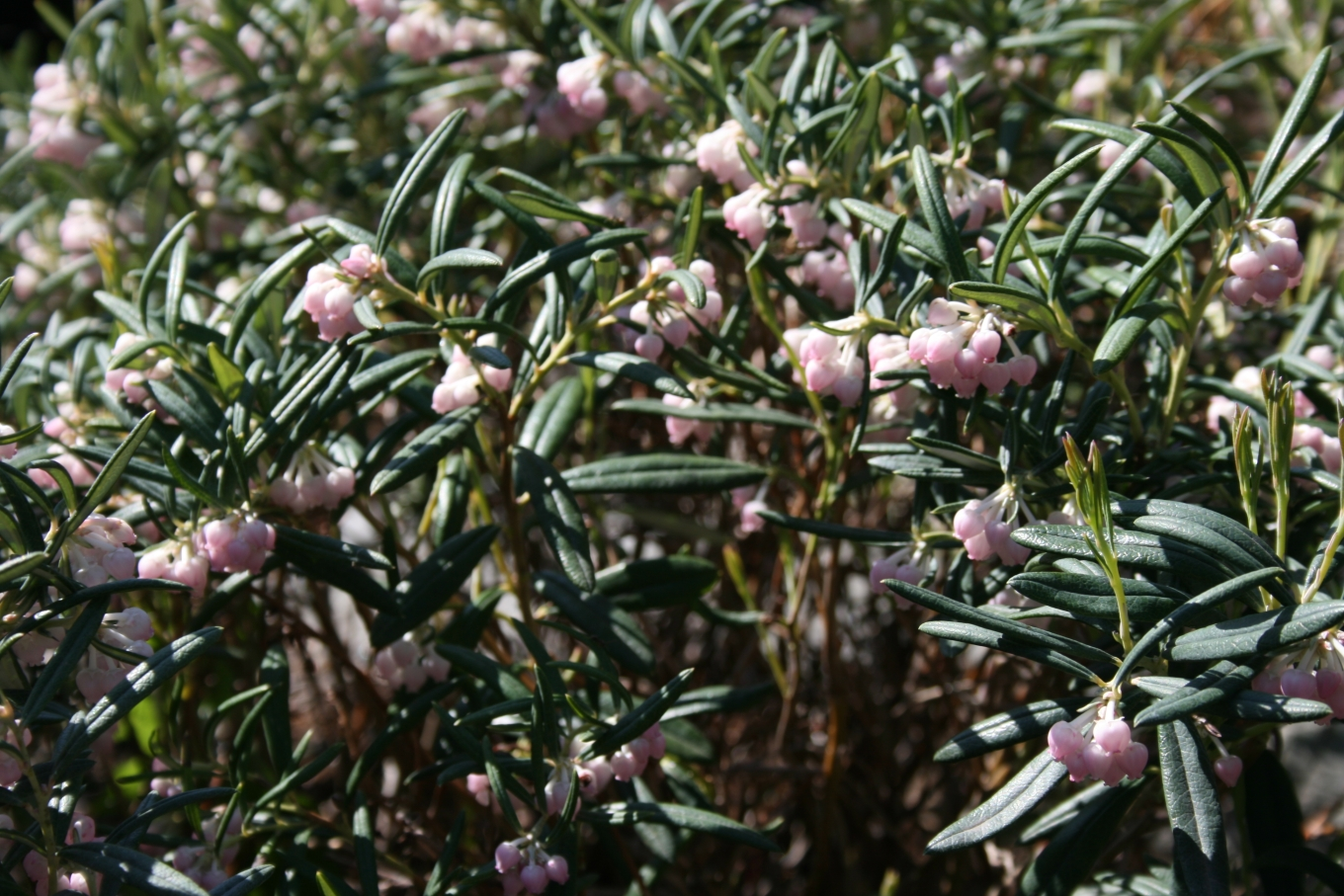
Подбел
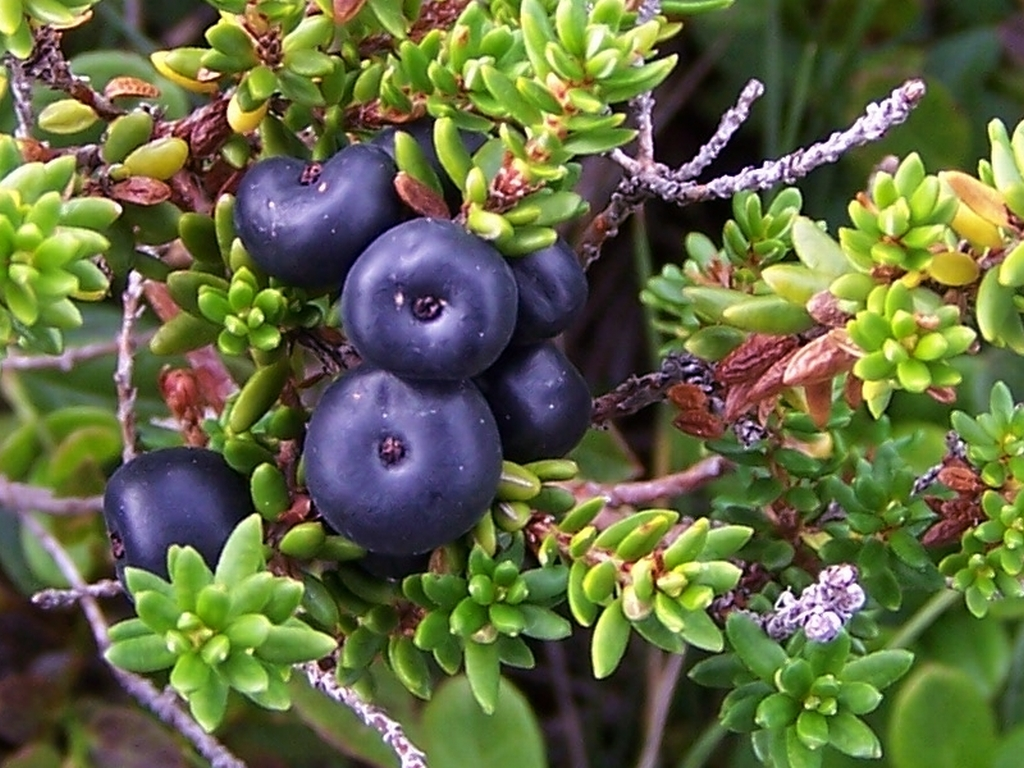
Водяника